# Francesco Giovanni Brugnaro
Francesco Giovanni Brugnaro (ur. 16 marca 1943 w San Donà di Piave) – włoski duchowny katolicki, arcybiskup Camerino-San Severino Marche w latach 2007–2018.

## Życiorys
Święcenia kapłańskie otrzymał 18 grudnia 1982 z rąk kard. Carlo Marii Martiniego i został inkardynowany do archidiecezji mediolańskiej. Po odbyciu studiów w Rzymie został asystentem kościelnym mediolańskiego uniwersytetu oraz kapelanem polikliniki. W 1991 został ojcem duchownym klasztoru wizytek. Od 1994 pracował w watykańskiej Kongregacji ds. Kościołów Wschodnich. 31 stycznia 2005 papież Jan Paweł II powierzył mu funkcję stałego obserwatora Stolicy Apostolskiej przy Światowej Organizacji Turystyki.
3 września 2007 papież Benedykt XVI mianował go ordynariuszem archidiecezji Camerino-San Severino Marche. Sakry biskupiej udzielił mu 29 września 2007 osobiście papież.
27 lipca 2018 papież Franciszek przyjął jego rezygnację z pełnionego urzędu.